# Pływanie na Letnich Igrzyskach Olimpijskich 2024 – 800 m stylem dowolnym mężczyzn
800 m stylem dowolnym mężczyzn – konkurencja pływacka, która odbyła się podczas Letnich Igrzysk Olimpijskich 2024 w Paryżu. Eliminacje zostały rozegrane 29 lipca, a finał 30 lipca 2024.

## Terminarz
| Data          | Godzina rozpoczęcia | Runda      |
| ------------- | ------------------- | ---------- |
| 29 lipca 2024 | 11:28               | Eliminacje |
| 30 lipca 2024 | 21:07               | Finał      |

## Rekordy
Rekord świata i rekord olimpijski przed rozpoczęciem zawodów:
| Rekord            | Zawodnik           | Czas    | Miejsce | Data          |
| ----------------- | ------------------ | ------- | ------- | ------------- |
| Rekord świata     | Zhang Lin          | 7:32,12 | Rzym    | 29 lipca 2009 |
| Rekord olimpijski | Mychajło Romanczuk | 7:41,28 | Tokio   | 27 lipca 2021 |

W trakcie zawodów ustanowiono następujące rekordy:
| Data     | Etap konkurencji | Zawodnik      | Czas    | Rekord |
| -------- | ---------------- | ------------- | ------- | ------ |
| 30 lipca | finał            | Daniel Wiffen | 7:38,19 | OR     |

## Wyniki

### Eliminacje
| Miejsce | Wyścig | Tor | Zawodnik             | Reprezentacja     | Czas    | Uwagi |
| ------- | ------ | --- | -------------------- | ----------------- | ------- | ----- |
| 1.      | 4      | 5   | Daniel Wiffen        | Irlandia          | 7:41,53 | Q     |
| 2.      | 3      | 2   | Ahmed Jaouadi        | Tunezja           | 7:42,07 | Q     |
| 3.      | 3      | 3   | Gregorio Paltrinieri | Włochy            | 7:42,48 | Q     |
| 4.      | 4      | 3   | Elijah Winnington    | Australia         | 7:42,86 | Q     |
| 5.      | 3      | 4   | Robert Finke         | Stany Zjednoczone | 7:43,00 | Q     |
| 6.      | 3      | 5   | Sven Schwarz         | Niemcy            | 7:43,67 | Q     |
| 7.      | 3      | 7   | Luca De Tullio       | Włochy            | 7:44,07 | Q     |
| 8.      | 2      | 8   | David Aubry          | Francja           | 7:44,59 | Q     |
| 9.      | 4      | 4   | Samuel Short         | Australia         | 7:46,83 |       |
| 10.     | 3      | 8   | Fei Liwei            | Chiny             | 7:47,11 |       |
| 11.     | 2      | 4   | Kuzey Tunçelli       | Turcja            | 7:47,29 | NR    |
| 12.     | 4      | 6   | Florian Wellbrock    | Niemcy            | 7:47,91 |       |
| 13.     | 1      | 6   | Felix Auböck         | Austria           | 7:48,49 |       |
| 14.     | 2      | 7   | Zalán Sárkány        | Węgry             | 7:48,90 |       |
| 15.     | 4      | 2   | Luke Whitlock        | Stany Zjednoczone | 7:49,26 |       |
| 16.     | 3      | 1   | Victor Johansson     | Szwecja           | 7:49,47 |       |
| 17.     | 3      | 6   | Mychajło Romanczuk   | Ukraina           | 7:49,75 |       |
| 18.     | 1      | 3   | Carlos Garach        | Hiszpania         | 7:50,07 |       |
| 19.     | 1      | 7   | Lucas Henveaux       | Belgia            | 7:51,51 |       |
| 20.     | 4      | 7   | Guilherme Costa      | Brazylia          | 7:54,41 |       |
| 21.     | 4      | 8   | Zhang Zhanshuo       | Chiny             | 7:54,44 |       |
| 22.     | 1      | 5   | Ilja Sibircew        | Uzbekistan        | 7:56,67 |       |
| 23.     | 2      | 3   | Pacome Bricout       | Francja           | 7:57,32 |       |
| 24.     | 2      | 2   | Jon Joentvedt        | Norwegia          | 7:59,16 |       |
| 25.     | 2      | 1   | Henrik Christiansen  | Norwegia          | 8:00,55 |       |
| 26.     | 2      | 5   | Dimitrios Markos     | Grecja            | 8:01,37 |       |
| 27.     | 4      | 1   | Marwan Elkamash      | Egipt             | 8:07,00 |       |
| 28.     | 1      | 2   | Nguyễn Huy Hoàng     | Wietnam           | 8:08,39 |       |
| 29.     | 2      | 6   | Alfonso Mestre       | Wenezuela         | 8:12,03 |       |
| 30.     | 1      | 4   | Vlad Stancu          | Rumunia           | 8:20,78 |       |
| 31.     | 1      | 1   | Théo Druenne         | Monako            | 8:25,01 |       |

### Finał
| Miejsce | Tor | Zawodnik             | Reprezentacja     | Czas    | Uwagi |
| ------- | --- | -------------------- | ----------------- | ------- | ----- |
| 1 !     | 4   | Daniel Wiffen        | Irlandia          | 7:38,19 | ,     |
| 2 !     | 2   | Robert Finke         | Stany Zjednoczone | 7:38,75 |       |
| 3 !     | 3   | Gregorio Paltrinieri | Włochy            | 7:39,38 |       |
| 4.      | 5   | Ahmed Jaouadi        | Tunezja           | 7:42,83 |       |
| 5.      | 7   | Sven Schwarz         | Niemcy            | 7:43,59 |       |
| 5.      | 8   | David Aubry          | Francja           | 7:43,59 |       |
| 7.      | 1   | Luca De Tullio       | Włochy            | 7:46,16 |       |
| 8.      | 6   | Elijah Winnington    | Australia         | 7:48,36 |       |